# Burg Bodenheim

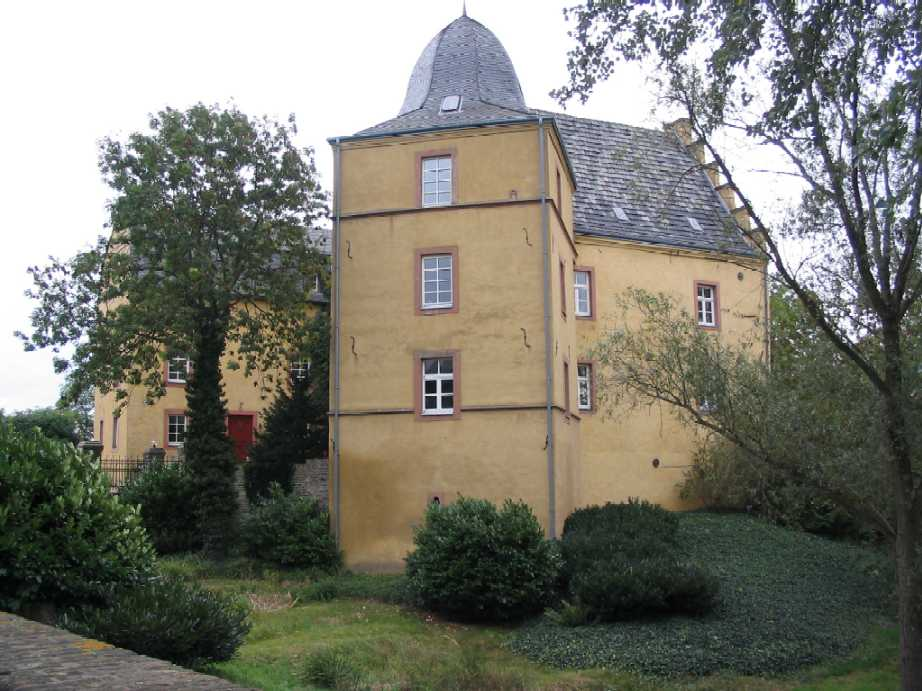
Der Westturm von Burg Bodenheim

Burg Bodenheim ist der älteste und einzige noch erhaltene Adelssitz der ehemaligen Herrschaft Kerpen-Lommersum. Er liegt im gleichnamigen Ort Bodenheim, der zur Gemeinde Weilerswist (Kreis Euskirchen) gehört.

## Geschichte der Bewohner und Besitzer
Schon vor 32.000 Jahren wurden die Felder der Umgebung von Urmenschen der Aurignac-Kultur bewohnt. Bei Ausgrabungen ab 1969 fand man die ersten Festlandwohnplätze dieses Eiszeitmenschen in Westdeutschland. Um die Zeitenwende scheint Bodenheim sich zu einem dauerhaften Wohnort entwickelt zu haben. Die Römerstraße Köln-Trier führte durch den Ort. Eine römische Ansiedlung ist durch Münzfunde, eine fränkische Besiedlung vor allem durch große Gräberfelder aus dem 5.–8. Jahrhundert belegt. Spätestens seit der Wende zum 1. Jahrtausend gehörte Bodenheim zum Hofverband Lommersum.

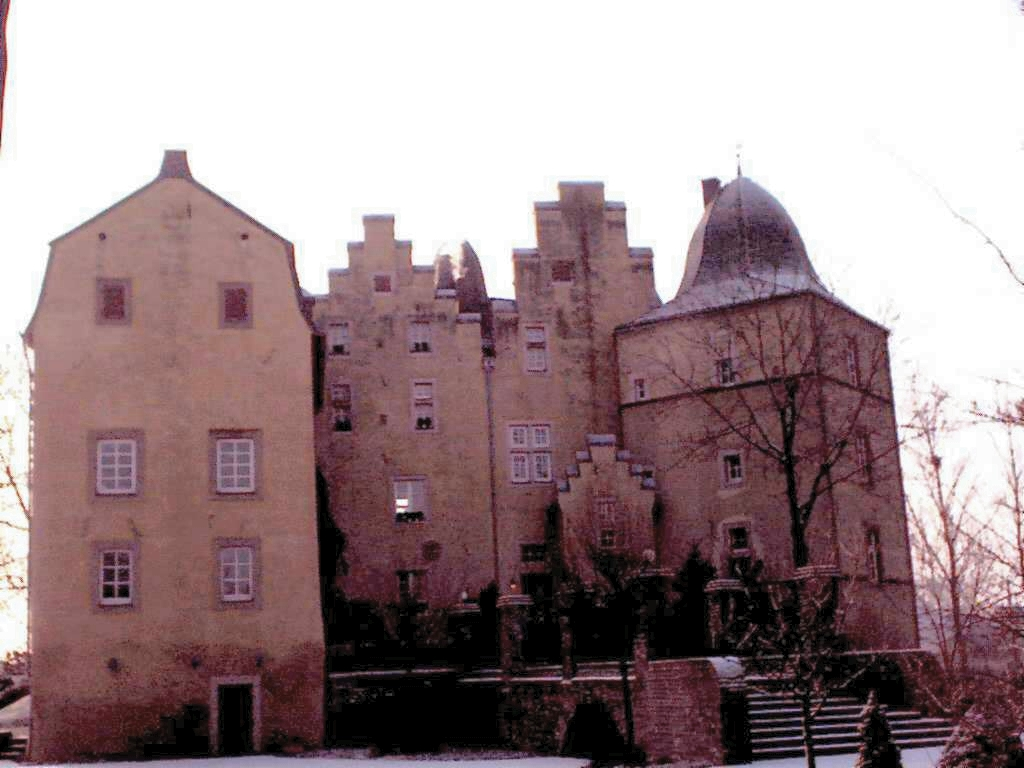
Das Haupthaus der Burg Bodenheim

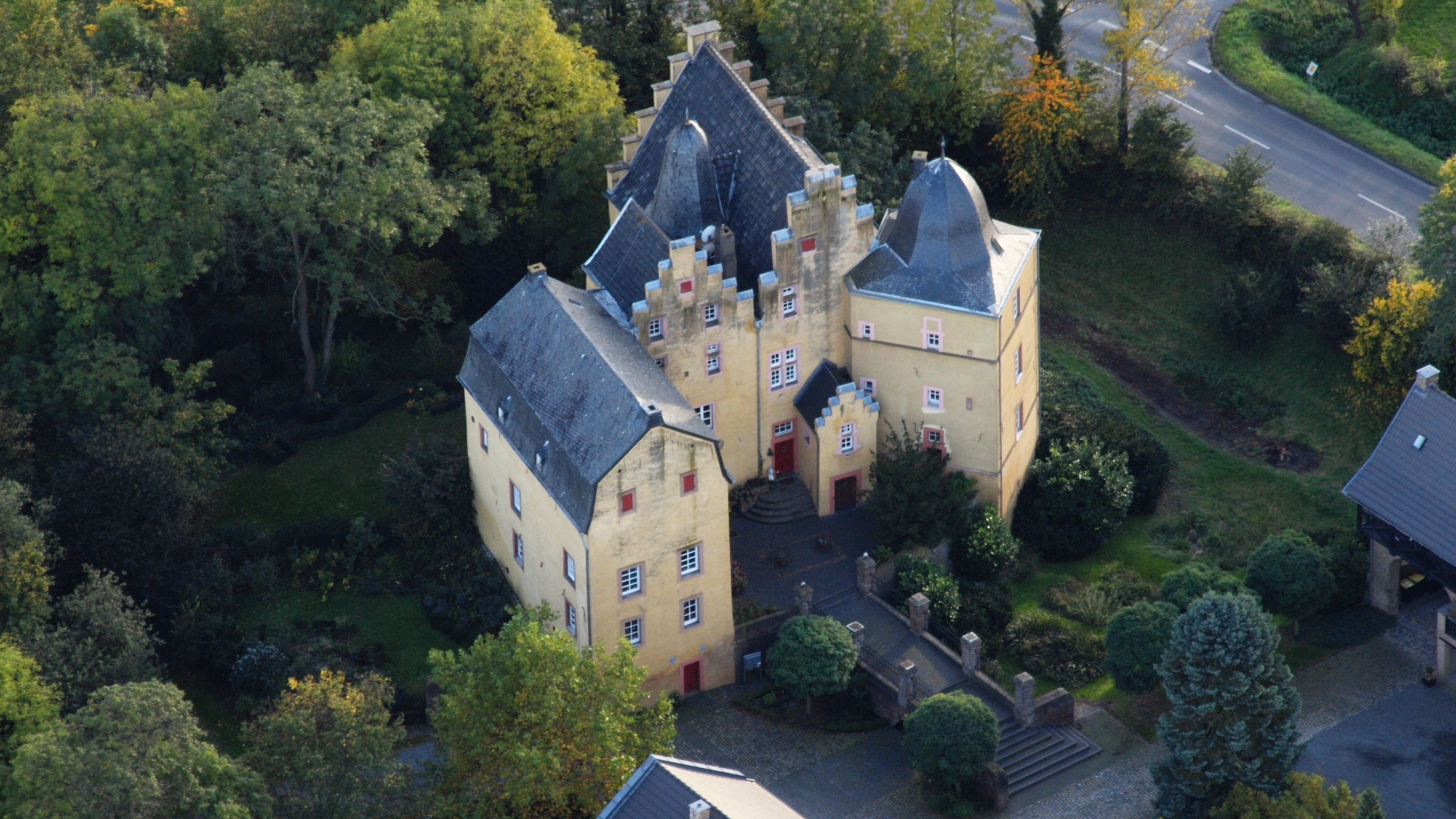
Luftaufnahme 2014

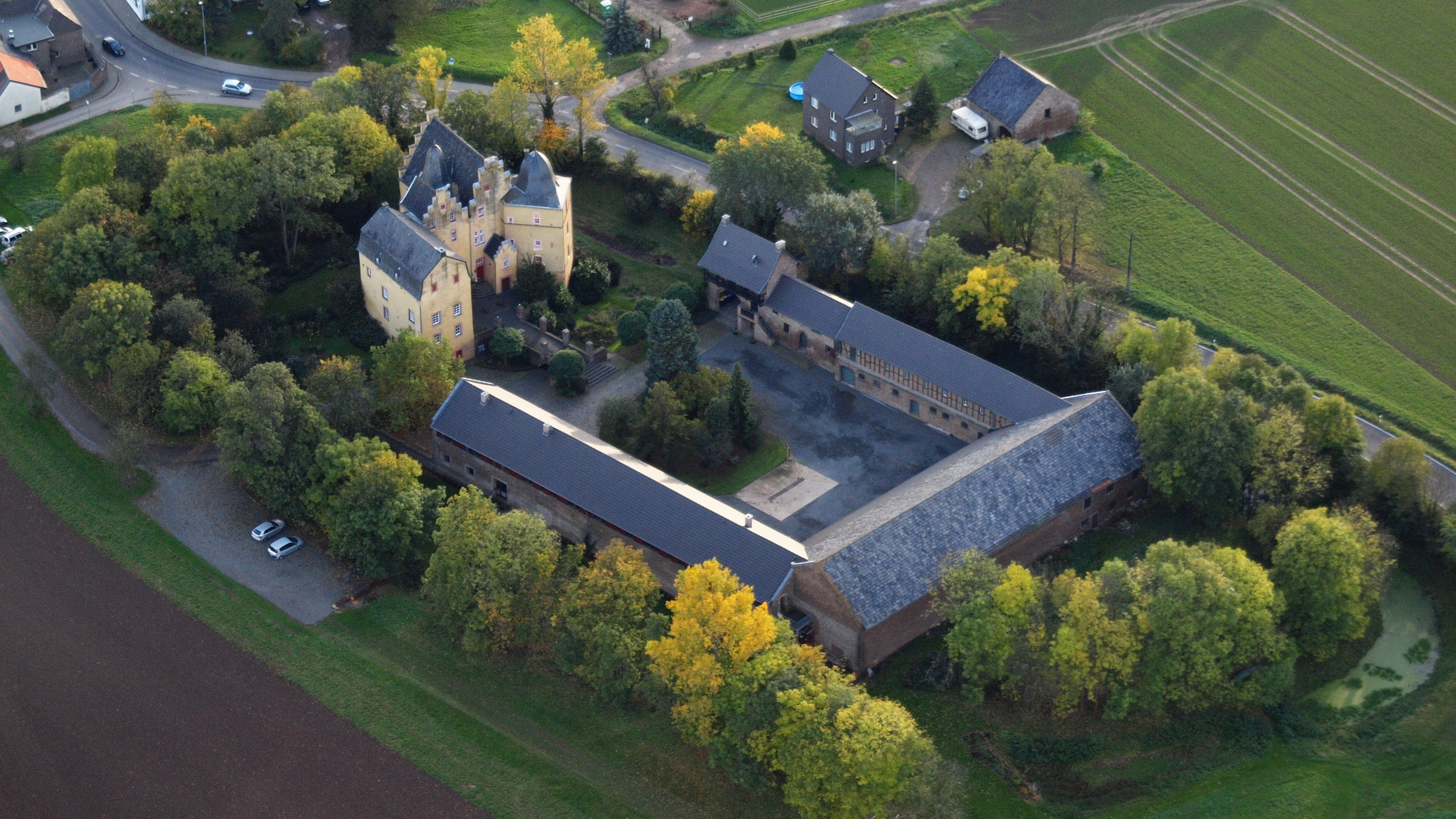
Gesamtansicht, Luftaufnahme 2014

Mit einer Frau Seburg von Bodenheim wird eine Familie dieses Namens erstmals 1136 urkundlich erwähnt, aber erst in einem Lehensverzeichnis des Herzogs von Brabant aus dem Jahre 1312 ist ein Adolphus de Bodenem als Lehensinhaber des castrum Bodenem aufgeführt. Mit Johann von Bodenheim stirbt 1377 der letzte männliche Vertreter dieser Familie. Die Burg fällt an Johann von Vischenich.
Mangels männlicher Nachkommen geht die Burg um 1400 an die Brent von Vernich. Nach nur zwei Generationen ist die Brentsche Epoche in der Geschichte der Burg allerdings um 1480 schon wieder beendet.
1446 erscheint erstmals Familie von Tomberg genannt Worms urkundlich im Herrschaftsbereich von Bodenheim. Sie waren mit den Brents von Vernich durch Heirat verbunden und bewohnten die Burg. Um 1520 tritt mit Goswin ein Tomberg als Lehnsinhaber von Bodenheim urkundlich in Erscheinung. Sein Sohn Dietrich baut die Burg wieder auf, nachdem sie mehrfach geplündert wurde und abgebrannt war. Mangels männlicher Nachkommen fällt die Burg 1629 an Daniel von Hersel.
Dank seiner hohen Stellung als kurkölnischer Kämmerer und der damit verbundenen Beziehungen gelingt es Daniel von Hersel, Burg Bodenheim ohne großen Schaden durch den Dreißigjährigen Krieg zu bringen – allerdings nur unter großen finanziellen Opfern. Die Familie Hersel behält Burg Bodenheim fast 200 Jahre in ihrem Besitz.

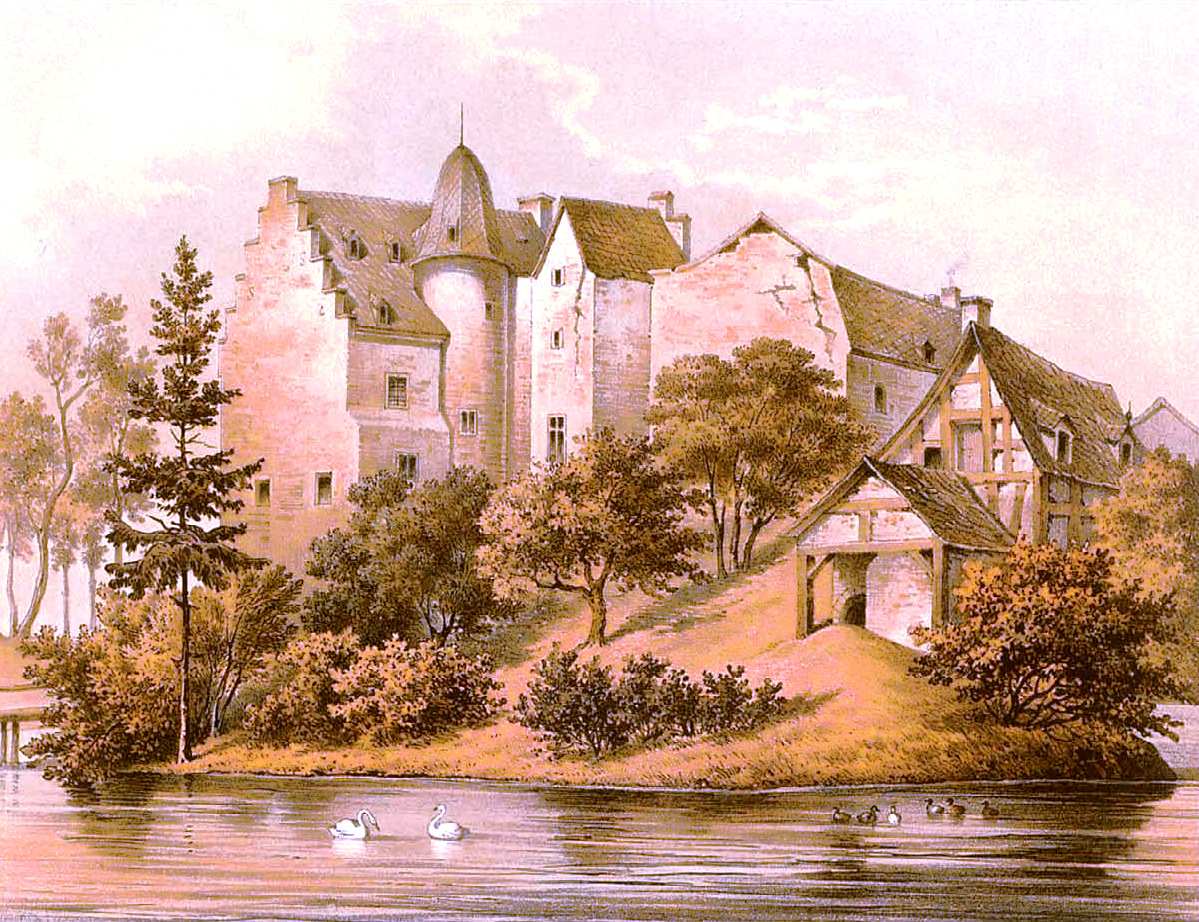
Burg Bodenheim um 1860, Sammlung Alexander Duncker

1755 erbt Clemens August von Hersel die Burg. Nach seinem Tod fällt sie an seine beiden Töchter. Die Ältere heiratet 1792 Karl Eugen Graf von Hatzfeld-Wildenburg, der kurz nach der Geburt des gemeinsamen Sohnes Edmund stirbt. Graf Edmund erbt nach dem Tod seiner Mutter im Jahre 1833 ihren Anteil am Gut und organisiert umfangreiche Bau- und Reparaturmaßnahmen, da die in französischer Zeit unbewohnte Burg durch Sturm und Regen schwer beschädigt worden war. 1845 verkaufen Graf Edmund und seine Tante Burg Bodenheim an den Herzog von Arenberg.
Die Familie Arenberg, eines der erfolgreichsten und wohlhabendsten Dynastengeschlechter der Eifel, hat Burg Bodenheim nie bewohnt, sondern über drei Generationen an die Familie Thelen verpachtet. 1930 verkauft Herzog August Burg Bodenheim an die Pächterfamilie Kieselstein, in deren Besitz sie sich heute noch befindet.

## Baugeschichte
Die Ursprünge der Burg liegen im Dunklen, doch mit der urkundlichen Erwähnung eines gewissen Eigils um das Jahr 950 gibt es erste Hinweise auf ein adliges Anwesen in Bodenheim. Es kann davon ausgegangen werden, dass es sich dabei um eine Motte handelte. In Bodenheim finden sich die idealtypischen Gegebenheiten für diese frühe Burgform: in einer wasserreichen Niederung wird in unmittelbarer Nähe eines hochwasserfreien Ortes (Lommersum) ein künstlicher Hügel aufgeschüttet und mit einer burgartigen Befestigung versehen, deren Gräben mit Hilfe eines Stichgrabens (dem Lommersumer Mühlenbach) an ein nahes Fließgewässer (die Erft) angeschlossen werden.
Um 1350 ist dann im Lehensverzeichnis schon von einem castrum die Rede, was beweist, dass es sich zu dieser Zeit bereits um eine zweiteilige, in Vor- und Hauptburg getrennte Wasserburg handelte, deren Grundriss sich wohl bis heute erhalten hat.

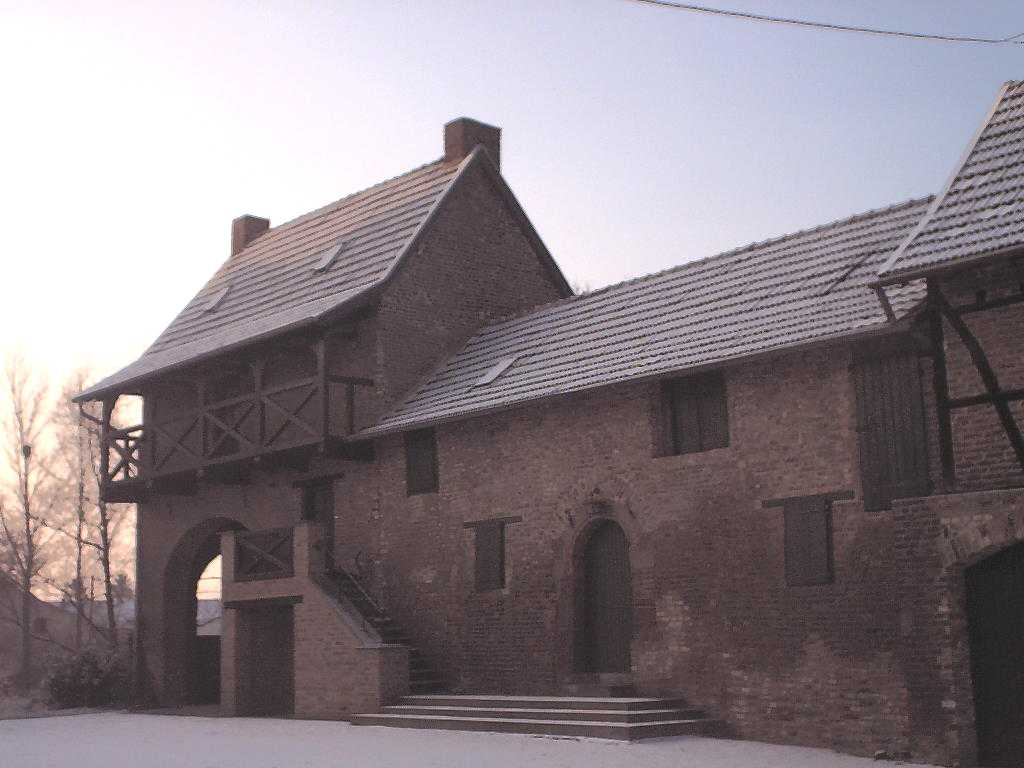
Das Torhaus von Burg Bodenheim

Ältester Teil der Burg ist der Westflügel mit dem Treppenturm, der im Inneren eine steinerne Spindeltreppe birgt. Sein Bau wird ins frühe 15. Jahrhundert datiert. Der östlich anschließende schmale Zwischentrakt wurde im zweiten Viertel des 16. Jahrhunderts errichtet.
Bei den reformationsbedingten kriegerischen Auseinandersetzungen zwischen Holländern und Spaniern im späten 16. Jahrhundert wird Burg Bodenheim mehrfach geplündert und teilweise durch Brand zerstört. Im Zuge des Wiederaufbaus lässt Dietrich von Tomberg 1589 den Osttrakt und das heutige Burgtor errichten, was durch die in Eisenankern angebrachte Jahreszahl und den Schlussstein über dem Eingangstor belegt wird. Er richtet auch eine Hauskapelle ein, in der sich bis in die 1960er Jahre verschiedene Ausstattungsstücke befanden, u. a. mittelalterliche Holzplastiken (heute im Bestand des Museum Schnütgen in Köln).
1594 ließen Georg von Tomberg und seine Ehefrau den Westtrakt verändern und dokumentierten dies durch ihr datiertes Allianzwappen im Zimmer über dem Eingang (nicht mehr vorhanden). Damit wurde die heutige Gestalt des Burghauses begründet, das in den folgenden Jahrhunderten zumindest äußerlich kaum noch verändert wurde. Auch die Zeit des Dreißigjährigen Krieges überstand Burg Bodenheim ohne größeren Schaden. Ob das Mitte des 17. Jahrhunderts am Torhaus angebrachte Allianzwappen des Georg Franz Wilhelm von Hersel und seiner Frau den Wiederaufbau des Gebäudes oder lediglich ihre Vermählung und Übernahme des Adelssitzes dokumentieren soll, ist umstritten.
Im 18. Jahrhundert wurden kleinere Veränderungen am Osttrakt vorgenommen. Es ist möglich, dass diese Baumaßnahmen wiederum die Folge kriegerischer Überfälle waren, da die Burg 1702 mit 62 Mann Einquartierung belegt wurde und 1709 sogar von der Kerpener Garnison überfallen wurde, um ausstehende Kriegsabgaben einzutreiben.
Eine Urkarte von 1812 zeigt, dass Bodenheim eine zweiteilige, in Vor- und Hauptburg getrennte Wasserburg war und damit den heute noch existierenden Grundriss aufwies. In französischer Zeit (1794-1815) war das Anwesen jedoch unbewohnt und verfiel bald so sehr, dass Regen und Sturm ihm schwere Schäden zufügten. Daher erwogen die Eigentümerinnen um 1815 einen Neubau und ließen sich zu diesem Zweck eine Bauzeichnung anfertigen. Wäre sie verwirklicht worden, hätte Bodenheim ein kleines Schloss im späten Rokokostil erhalten. Da ein solcher Neubau aber wohl wesentlich teurer ausgefallen wäre als eine Restaurierung, entschlossen die Eigentümerinnen sich zur Wiederherstellung des Altbaus.
Die Bauarbeiten zogen sich bis in die 1830er Jahre hin; 1834 wurde die heute noch vorhandene Brücke zum Haupthaus errichtet. Abbildungen aus dem späteren 19. Jahrhundert zeigen, dass die Burg ihr Äußeres seit dieser Zeit kaum noch verändert hat.
Die Wirtschaftsgebäude der Vorburg stammen fast ausschließlich aus dem 19. und 20. Jahrhundert. Lediglich die Westfront, insbesondere die Außenmauer, enthält noch erhebliche Teile aus dem 16. Jahrhundert, in dem auch das Torhaus größtenteils erbaut wurde.
In den 1980er Jahren begann mit der Instandsetzung der Dächer die bisher letzte Bauphase der Burg. Anschließend wurde das Äußere des Herrenhauses renoviert und mit einem gelblichen Putz versehen. Zu Beginn der 1990er Jahre wurde dann das Innere saniert und in drei Wohnungen aufgeteilt. Insbesondere im Ostflügel waren dafür – teilweise aus statischen Gründen – Änderungen der Raumaufteilung nötig; so mussten z. B. Stützen für die Kölner Decke eingezogen werden, die dadurch erhalten werden konnte. Die ehemalige Hauskapelle hingegen ist nicht mehr erhalten. Der Wassergraben ist seit einigen Jahren trocken und von einer östlichen Zufahrt unterbrochen.

## Besichtigung
Burg Bodenheim befindet sich in Privatbesitz und wird bewohnt. Eine Innenbesichtigung ist daher nicht möglich. Außerhalb des ehemaligen Wassergrabens kann sie, z. B. im Rahmen des Erft-Radweges, von außen besichtigt werden.